# 野田尚史
野田 尚史（のだ ひさし、1956年 - ）は、日本の日本語学者。日本大学文理学部教授。
金沢市生まれ。1979年大阪外国語大学イスパニア語学科卒業、81年同大学院修士課程日本語学専攻修了、同年大阪大学大学院博士課程日本学専攻中退、1999年「文の構造と機能からみた日本語の主題」で筑波大学より博士（言語学）の学位を取得。1981年大阪外国語大学助手、1985年筑波大学講師、1991年大阪府立大学講師、助教授、教授、2012年国立国語研究所教授、2021年日本大学文理学部教授。文化庁長官表彰。

## 著書
- 『はとが』日本語文法セルフ・マスターシリーズ くろしお出版 1985
- 『はじめての人の日本語文法』くろしお出版 はじめての人シリーズ 1991
- 『「は」と「が」』くろしお出版 新日本語文法選書 1996
- 『なぜ伝わらない、その日本語』もっと知りたい!日本語　岩波書店 2005

### 共編著
- 『日本語学習者の文法習得』渋谷勝己,迫田久美子,小林典子共著 大修館書店 2001
- 『日本語の文法 複文と談話』益岡隆志,佐久間まゆみ,田窪行則共著 岩波書店 2002
- 『日本語を書くトレーニング』森口稔共著 ひつじ書房 2003
- 『日本語のとりたて 現代語と歴史的変化・地理的変異』沼田善子共編 くろしお出版 2003
- 『日本語を話すトレーニング』森口稔共著 ひつじ書房 2004
- 『コミュニケーションのための日本語教育文法』編 くろしお出版 2005
- 『言外と言内の交流分野 小泉保博士傘寿記念論文集』上田功共編 大学書林 2006
- 『日本語文法の新地平』全3巻 益岡隆志,森山卓郎共編 くろしお出版 2006
- 『活用論の前線』三原健一,仁田義雄編 益岡隆志,吉永尚,西山國雄,田川拓海共著 くろしお出版 2012
- 『日本語教育のためのコミュニケーション研究』編 くろしお出版 2012
- 『「配慮」はどのように示されるか』三宅和子,生越直樹共編 ひつじ書房 シリーズ社会言語科学 2012
- 『日本語の配慮表現の多様性 歴史的変化と地理的・社会的変異』高山善行,小林隆共編 くろしお出版 2014
- 『日本語と世界の言語のとりたて表現』編　くろしお出版　2019
- 『データに基づく日本語のモダリティ研究』田窪行則共編　くろしお出版　2020
- 『日本語学習者の読解過程』編　ココ出版 2020
- 『日本語の歴史的対照文法』小田勝共編 和泉書院 2021
- 『日本語コミュニケーションのための聴解教材の作成』中尾有岐他共編　ひつじ書房　2022

## 論文
- Cinii